# Pythagoreion en Heraion van Samos
De Heraion van Samos (Oudgrieks: Ηραίον Σάμου) is een groot heiligdom van de godin Hera, in de zuidelijke regio van Samos, Griekenland, in een laag, moerassige stroomgebied in de buurt van de zee. De Heraion was de eerste van de gigantische vrijstaande Ionische tempels, maar zijn voorgangers op deze vindplaats stammen uit de Geometrische periode van de 8e eeuw v.Chr.. De vindplaats werd ontdekt in fasen na veel onderzoek en opgravingen door verschillende archeologen, te beginnen tot terug in 1702 tot op vandaag, of zelfs vroeger.
De vindplaats van de ruïnetempel, met zijn enige staande kolom, is in 1992 aangewezen als gezamenlijke UNESCO World Heritage Site, samen met de nabijgelegen overblijfselen van de Pythagoreion, een oude versterkte poort met Griekse en Romeinse monumenten.

## Architectuur
De belangrijkste monumenten en architecturale gebouwen op het eiland Samos zijn de volgende.

### Tempel van Hera
De Tempel van Hera is een Ionische tempel, daterend uit de periode van heerschappij van de tiran Polycrates (538-522 v.Chr.). Vandaag de dag, is al wat er nog van overleeft een helft van een rechtopstaande pilaar. De fundamenten van de tempel worden bewaard tot aan de voet van de muren en de stylobaat. De tempel werd gebouwd naar aanleiding van de contourlijnen van de opslagruimte en de pronaos (de oppervlakte van een oude Griekse tempel tussen de colonnade van de portiek en de opslagruimte) van een oudere tempel, die werd gebouwd door de architect Rhoikos van Samos (570-560 v.Chr.)
Echter, de oudere tempel was veel groter (108,63 mx 55,16 m) als gevolg van een derde colonnade, die werd toegevoegd aan de voorkant en de achterkant van de peristasis (externe zuilengalerij), kennelijk naar het voorbeeld van de tempel van Artemis in Efeze die iets eerder werd opgericht. De tempel van Hera heeft een totaal van 155 kolommen van verschillende grootte en typen. Het hoofdgestel was waarschijnlijk van hout. Aangezien er geen tegels werden gevonden, is het zeer waarschijnlijk dat de bouw van het dak nooit werd afgewerkt.

### Het Grote Altaar
Het altaar dateert uit de 8ste of de 7e eeuw v.Chr. en is wegens onbekende, mogelijk cultuurgerelateerde redenen, niet gebouwd op de as van de tempel, maar was noordwesten – zuidoosten gericht. Het altaar werd gebouwd in ongeveer 560 v.Chr., bijna op hetzelfde moment dat de reusachtige tempel van Rhoikos van Samos en Theodorus werd opgericht. Afgaande op de bewaard gebleven fundamenten, moet de omvang van de tempel 36,50 x 16,50 m geweest zijn, omringd door vijf tot zeven meter hoge muren aan drie zijden met daarbij de belangrijkste offeraltaar en de open zijde naar de tempel van Hera. Het bovenste deel van de muren was versierd met “cymatia”, terwijl hun interieur was versierd met reliëfs die de bestrijding van beesten en sfinxen weergaf. De twee vrije uiteinden van de muren zijn versierd met kapitelen voorzien van rijke reliëfs. Op het moment van het Romeinse Rijk (1ste - 2de eeuw AD) werd het altaar herbouwd in marmer en werd het versierd met kopieën van archaïsche decoratie, die tot op vandaag nog te zien zijn.

### De Heilige Weg

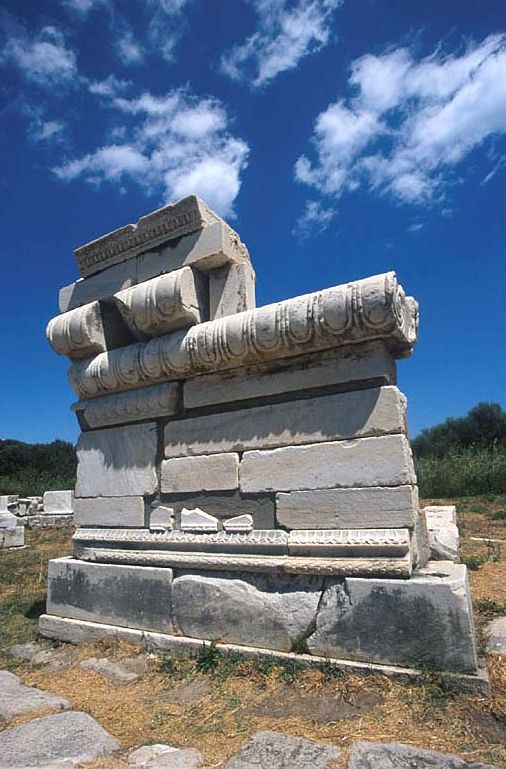
Gestapelde architectonische elementen geven de toerist een foto-onderwerp.

De heilige weg, die van de oude stad Samos (tegenwoordig Pythagorio) naar de tempel van Hera, was een belangrijk element van het landschap als reeds in het begin van de 6e eeuw v.Chr.. Omdat het leidde tot de hoofdingang van de tempel, de weg was omringd met vele standbeelden, het ene naast het andere. Overgebleven voorbeelden van deze votiefbeelden zijn de reusachtige marmeren kouroi uit de Archaïsche periode, de Hera van Samos en de groep van beelden door de beeldhouwer Geneleos, waarvan een kopie wordt tentoongesteld aan de noordzijde. De Heilige Weg, waarvan delen zijn ontdekt in de stad Pythagorion, was geplaveid met stenen platen rond 200 n.Chr. Tijdens opgravingen in 1980 op zoek naar de hoofdingang van het heiligdom, werd een kolossale kouros blootgelegd, die nu tentoongesteld wordt in het Archeologisch Museum van Samos.

### Hekatompedos I en II
Hekatompedos wordt beschouwd als een van de oudste tempels in het oude Griekenland. Ze is nog zeer goed bewaard gebleven en dit maakt de reconstructie ook veel makkelijker. De Hekatompedos heeft een rechthoekige vorm, ongeveer 33 m lang (d.w.z. 100 (hekaton) voet (podi)), met een entree aan de oostzijde. De verhouding lengte/breedte is 5:1. De kleistenen muren van de tempel lagen op een stenen sokkel. Het dak werd ondersteund door een rij van houten kolommen op stenen platen langs de centrale as van de tempel. Het cultusbeeld (xoanon) stond op een eenvoudige rechthoekige voet uit kalkstenen blokken. De tempel Hekatompedos I dateert uit de 8ste eeuw v.Chr., terwijl Hekatompedos II werd gebouwd in het midden van de 7de eeuw op de fundamenten van de oudere en had verschillende muur metselwerk. De Hekatompedos II-tempel had waarschijnlijk een rij van houten palen op stenen platen. Het is mogelijk dat er twee rijen houten palen waren aan de oostzijde. Beide tempels hadden waarschijnlijk puntdaken, bedekt met tegels van klei.

### Het zuidelijke gebouw
Dit is de meest zuidelijke peripterale tempel van het heiligdom, gericht naar het noordoosten. De opslagruimte en de pronaos werden verdeeld in twee gangen door een centrale colonnade en had een lengte-breedteverhouding van 1:3 (39,30 m × 13,10 m), hetzelfde als de tempel van Rhoikos. Vermeldenswaardig is dat er geen colonnade aan de oostzijde is. De gevel wordt gevormd door de antae tussen zeer wijd uit elkaar geplaatste kolommen. De tempel werd waarschijnlijk gebouwd in het midden van de 6e eeuw v.Chr..